# Estância Velha (kommun)
Estância Velha är en kommun i Brasilien.   Den ligger i delstaten Rio Grande do Sul, i den södra delen av landet, 1 600 km söder om huvudstaden Brasília. Antalet invånare är 42 589.
Följande samhällen finns i Estância Velha:
- Estância Velha

Runt Estância Velha är det i huvudsak tätbebyggt. Runt Estância Velha är det mycket tätbefolkat, med 1 956 invånare per kvadratkilometer.